# Benjamin P. Lange
Benjamin P. Lange (* 1978 in Kassel) ist ein deutscher Professor für Psychologie sowie Sprach-, Kommunikations- und Medienwissenschaftler. Lange wurde unter anderem bekannt durch seine Medienauftritte, in denen er einem breiten Publikum Themen aus dem Bereich der Psychologie und anderer Sozialwissenschaften näherbringt.

## Leben und Ausbildung
Lange erwarb in Kassel die Allgemeine Hochschulreife mit Schwerpunkt in Biologietechnik. Nach dem Zivildienst in einer Kasseler Tagespflegestätte für Senioren studierte er Germanistik (mit Schwerpunkt im Bereich Sprachwissenschaft sowie in den Bereichen Kommunikation und Medien), Anglistik, Psychologie und Biologie an der Universität Kassel; seine Abschlussarbeit schrieb er 2008 zu kommunikativen Aspekten menschlicher Partnerwahl. Von 2008 bis 2011 absolvierte Lange ebenfalls an der Universität Kassel ein Promotionsstudium im Fach Psychologie, das er mit einer empirischen sprach- und kommunikationspsychologischen Arbeit bei Harald Euler mit dem Doktortitel abschloss. Seit 2015 arbeitet Lange nebenberuflich in eigener Praxis als Heilpraktiker für Psychotherapie, Psychologischer Berater, Mediator und Paartherapeut. 2018 habilitierte er sich zur Erlangung der Facultas Docendi im Fachgebiet Psychologie an der Universität Würzburg mit der Arbeit „Sprach-, kommunikations- und medienpsychologische Phänomene aus lebensgeschichtstheoretischer Perspektive“ unter anderem bei Frank Schwab zum Dr. habil.; seine Antrittsvorlesung hielt er zu Sprache, Kommunikation und Medien aus biopsychosozialer Perspektive. Es folgten die Verleihung der Venia Legendi und des Titels Privatdozent für das Fachgebiet Psychologie.
Seit 2020 ist Lange Professor für Psychologie an der IU Internationalen Hochschule.
Lange ist unter anderem Mitglied der Deutschen Gesellschaft für Psychologie sowie der Deutschen Gesellschaft für Publizistik- und Kommunikationswissenschaft.

## Forschung und Lehre
Lange forscht interdisziplinär an der Schnittstelle zwischen Psychologie, Sprachwissenschaft, Kommunikationswissenschaft und Medienwissenschaft. Auch kunst- und allgemein kulturwissenschaftlichen sowie medizinischen/klinischen Themen widmete er sich bereits. Lange arbeitet seit 2008 als Wissenschaftler und Dozent, unter anderem in den Bereichen Psychologie sowie Sprach- und Kommunikationswissenschaft. Seine Stationen umfassen neben der Universität Kassel die Universität und das Klinikum Frankfurt am Main, die Universität und das Klinikum Göttingen sowie die Hochschule für Angewandte Wissenschaften Würzburg-Schweinfurt. Von 2014 bis 2020 arbeitete Lange als Medienpsychologe an der Universität Würzburg am Institut Mensch-Computer-Medien, wo er mehrere Jahre Vorsitzender der Ethikkommission des Instituts war. Er unterrichtete dort unter anderem im Studiengang Medienkommunikation. 2020 erfolgte der Wechsel an die IU als Professor für Psychologie.
Lange unterrichtet ein Themenspektrum aus den Fächern Psychologie, Sprachwissenschaft und Kommunikationswissenschaft mit Schwerpunkten in den Bereichen Grundlagen der Psychologie, Psycholinguistik, neue / soziale / digitale Medien sowie Grundlagen der Kommunikation, einschließlich medialer Kommunikation.
Er richtete gemeinsam mit Carsten Niemitz und Nils Seethaler 2010 die 11. MVE-Jahrestagung in Berlin aus.

## Medientätigkeiten und öffentliche Auftritte
Lange tritt seit mehreren Jahren in den Medien als Kommentator und Experte zu psychologischen, aber auch zu sprach-, kommunikations- und medienwissenschaftlichen Themen auf. Schwerpunkte sind menschliche Kommunikation (Online-Kommunikation, verbale und nonverbale Kommunikation) und (Online-)Partnerwahl sowie weitere Bereiche menschlichen Sozialverhaltens. Seinen ersten Medienauftritt hatte er 2007 noch als Student. Zwischenzeitlich ging Lange zudem selbst journalistischen Tätigkeiten nach. Seit 2010 arbeitet er beratend auch hinter den Kulissen diverser Medienproduktionen mit. Langes Medientätigkeiten umfassen unter anderem die Zeitschrift Glamour, das Schweizer Radio, Produktionen auf den Fernsehsendern RTL, NDR, WDR, BR, ARD und hr, die Fernsehsendung nano, die Deutsche Presse-Agentur, Men’s Health, die Satire-Sendung Walulis und die Deutsche Welle.

## Publikationen (Auswahl)
- B. P. Lange: Menschliche Kultur aus biopsychosozial-lebensgeschichtstheoretischer Perspektive. In: G. Jüttemann (Hrsg.), Menschliche Höherentwicklung. Lengerich: Pabst Publishers, 2019, S. 145–160.
- B. P. Lange, S. Kouros, F. Schwab: Schön gesagt! Aspekte der Gewandtheit der Nachrichtensprache: Ein empirischer Vergleich der sprachlichen Gewandtheit der Nachrichtensendungen von ARD, ZDF, SAT.1 und RTL. In: Medien & Kommunikationswissenschaft. Bd. 67, Nr. 1, 2019 (doi:10.5771/1615-634X-2019-1-45).
- B. P. Lange, M. T. P. von Andrian-Werburg, D. C. Adler, E. Zaretsky: The name is the game: Nicknames as predictors of personality and mating strategy in online dating. In: Frontiers in Communication. Bd. 4, 3, 2019 (doi:10.3389/fcomm.2019.00003).
- B. P. Lange, F. Schwab: Game on: Sex differences in the production and consumption of video games. In: J. Breuer, D. Pietschmann, B. Liebold, B. P. Lange (Eds.), Evolutionary psychology and digital games: Digital hunter-gatherers. New York, NY: Routledge, 2018, S. 193–204.
- P. Wühr, B. P. Lange, S. Schwarz: Tears or fears? Comparing gender stereotypes about movie preferences to actual preferences. In: Frontiers in Psychology. Bd. 8, 428, 2017 (doi:10.3389/fpsyg.2017.00428).
- B. P. Lange, C. Hennighausen, M. Brill, F. Schwab: Only cheap talk after all? New experimental psychological findings on the role of verbal proficiency in mate choice. In: Psychology of Language and Communication. Bd. 20, Nr. 1, 2016, S. 1–22 (doi:10.1515/plc-2016-0001).
- B. P. Lange, H. A. Euler, E. Zaretsky: Sex differences in language competence of three- to six-year old children. In: Applied Psycholinguistics. Bd. 37, Nr. 6, 2016, S. 1417–1438. (doi:10.1017/S0142716415000624).
- B. P. Lange, E. Zaretsky, H. A. Euler: Pseudo names are more than hollow words: Sex differences in the choice of pseudonyms. In: Journal of Language and Social Psychology, Bd. 35, Nr. 3, 2016, S. 287–304. (doi:10.1177/0261927X15587102).
- B. P. Lange: Kommunikative Geschlechterunterschiede aus evolutionärer Perspektive. In: Mitteilungen der Berliner Gesellschaft für Anthropologie, Ethnologie und Urgeschichte, Bd. 36, 2015, S. 83–100.
- B. P. Lange, S. Schwarz (Hrsg.): Die menschliche Psyche zwischen Natur und Kultur. Lengerich: Pabst Publishers, 2015.
- B. P. Lange, E. Zaretsky, S. Schwarz, H. A. Euler: Words won't fail: Experimental evidence on the role of verbal proficiency in mate choice. In: Journal of Language and Social Psychology, Bd. 33, Nr. 5, 2014, S. 482–499. (doi:10.1177/0261927x13515886).
- B. P. Lange, H. A. Euler: Writers have groupies, too: High quality literature production and mating success. In: Evolutionary Behavioral Sciences, Bd. 8, Nr. 1, 2014, S. 20–30. (doi:10.1037/h0097246).
- B. P. Lange, S. Schwarz: Evolutionspsychologische Perspektiven zur Erklärung kultureller Leistungen. In: G. Jüttemann (Hrsg.), Die Entwicklung der Psyche in der Geschichte der Menschheit. Lengerich: Pabst Publishers, 2013, S. 164–175.
- B. P. Lange, S. Schwarz, H. A. Euler: The sexual nature of human culture. In: The Evolutionary Review: Art, Science, Culture. Bd. 4, Nr. 1, 2013, S. 76–85.